# Sacheen Littlefeather

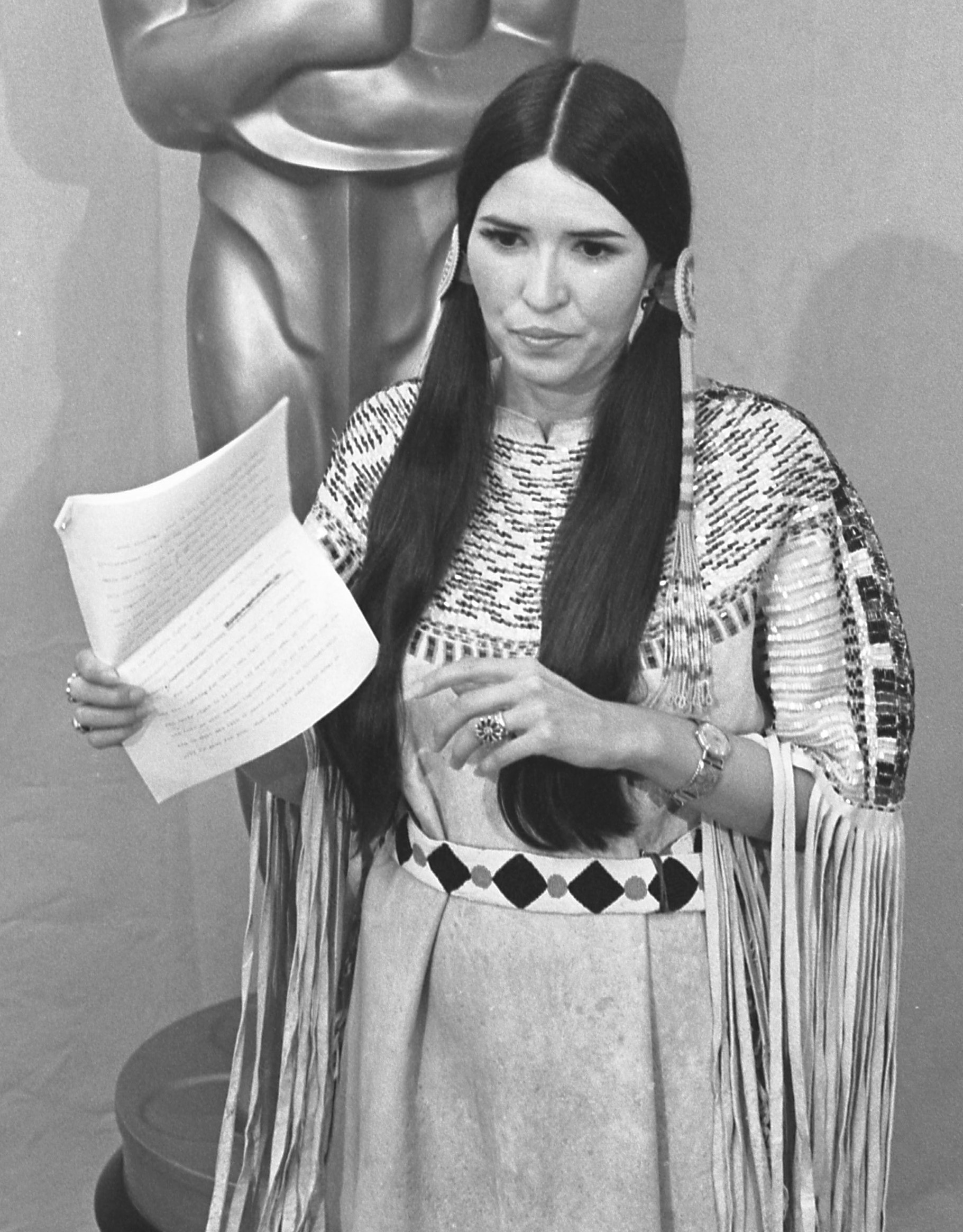
Sacheen Littlefeather bei der Oscarverleihung 1973

Sacheen Littlefeather (gebürtig: Marie Cruz; * 14. November 1946 in Salinas, Kalifornien; † 2. Oktober 2022 in Novato, Kalifornien) war eine US-amerikanische Schauspielerin und Aktivistin des American Indian Movement (AIM).
Größere Bekanntheit erlangte Littlefeather, als sie in Vertretung für Marlon Brando und mit dessen Ermächtigung bei der Oscarverleihung am 27. März 1973 in einer für den Anlass ungewöhnlichen traditionellen Apache-Kleidung erschien. Bei diesem in der internationalen Live-Übertragung vom Publikum und den Medien nicht erwarteten Auftritt begründete sie in einer zunächst kurzen Rede Brandos Nichtannahme des Oscars als bester Hauptdarsteller für seine Rolle im Film Der Pate. Die Ablehnung erfolgte unter anderem aus Protest gegen den Umgang mit den Indianern durch die amerikanische Filmindustrie. Damit setzte Littlefeather ein demonstratives Zeichen für die Bürgerrechte der Indianer in den USA und lenkte so – gemeinsam mit dem abwesenden Brando – die Aufmerksamkeit einer weltweiten Öffentlichkeit auf die am Tag der Verleihung seit einem Monat andauernde Besetzung des Dorfes Wounded Knee in der Pine-Ridge-Reservation in South Dakota durch das AIM.
Im Juni 2022 entschuldigte sich die Academy of Motion Picture Arts and Sciences bei Littlefeather für die negativen Auswirkungen, die sie nach ihrem Auftritt erleiden musste. Kurz nach ihrem Tod im Oktober 2022 gingen ihre Schwestern Rosalind Cruz und Trudy Orlandi an die Öffentlichkeit und sagten, dass Littlefeather ihre indianische Herkunft erfunden habe; die Familie stamme aus Mexiko.

## Leben
Marie Cruz wurde 1946 im kalifornischen Salinas geboren. Laut eigener Aussagen war ihre Mutter französisch-deutsch-niederländischer Abstammung, ihr Vater sollte von den zu den Westlichen Apachen zählenden White-Mountain-Apachen (Dzil Łigai Si'án Ndee, „Volk der White Mountains“) sowie den Yaqui-Indianern abstammen. Sie wurde überwiegend von ihren Großeltern mütterlicherseits aufgezogen. Nach Abschluss der Highschool nahm Cruz den Namen Sacheen Littlefeather an, um ihre indianische Herkunft zu betonen. Sacheen war der Name, mit der ihr Vater sie benannte, bevor er starb. Littlefeather war ihr Spitzname, weil sie bei ihrem Protest bei der Alcatraz-Besetzung stets eine Feder trug.
Littlefeather unterstützte 1969 die Aktivisten-Gruppe Indians of All Tribes, die ab dem 20. November 1969 die Insel Alcatraz besetzte. Die Indianer beriefen sich auf einen Vertrag aus dem Jahr 1868, der jedem Indianer die Nutzung von ehemaligem Bundesgebiet zusagte, falls es nicht mehr gebraucht würde.

### Karriere und Engagement
Littlefeather begann Anfang der 1970er Jahre mit der Schauspielerei, zunächst am American Conservatory Theater in San Francisco. Danach arbeitete sie beim Radio KFRC in San Francisco und trat in verschiedenen Fernsehwerbespots auf. Anschließend übernahm sie kleinere Rollen in verschiedenen Filmen, unter anderem in der italienischen Produktion Im Dutzend zur Hölle an der Seite von Martin Balsam und Tomás Milián. 1970 gewann sie den Schönheitswettbewerb Miss American Vampire. Eine für den Playboy angefertigte Fotoserie mit 10 indianischen Models, darunter Littlefeather, wurde wegen der seit Ende Februar 1973 stattfindenden Besetzung von Wounded Knee durch militante Mitglieder des AIM nicht gedruckt. Allerdings erschienen Littlefeathers Einzelfotos in einer späteren Ausgabe des Männermagazins im Oktober 1973.
Ihr Oscar-Auftritt beendete nach ihrer eigenen Einschätzung ihre anlaufende Schauspielkarriere. Nach dem Oscar-Vorfall war Littlefeather weiter beim Radio tätig. In den frühen 1980er Jahren war sie Mitgründerin der National American Indian Performing Arts Registry, einer Non-Profit-Organisation, die sich für den Einsatz von Indianern in Film- und Fernsehproduktionen engagiert. Für die Fernsehsendung Dance in America: A Song for Dead Warriors, die 1984 mit einem Emmy für Outstanding Achievement in Choreography ausgezeichnet wurde, war Littlefeather als Beraterin tätig.
1992 arbeitete sie für zwei Fernsehproduktionen des Public Broadcasting Service, Remember Me Forever und The Americas Before Columbus. 2009 trat sie in der mit dem Peabody Award 2010 ausgezeichneten Dokumentation Hollywood-Indianer (Reel Injun) des Filmemachers Neil Diamond auf.
Sie engagierte sich ebenfalls für die indianische AIDS-Hilfe und war im Erzbistum San Francisco als Koordinatorin des San Francisco Kateri Circle aktiv, der das Andenken an die 1980 selig- und 2012 heiliggesprochene Indianerin Kateri Tekakwitha wahrt und dabei indianische und katholische Gläubige zusammenführt. Regelmäßig trat sie bei indianischen Festen und Powwows auf. Sacheen Littlefeather lebte im kalifornischen San Rafael und war weiterhin als Aktivistin für die Rechte der Indianer in der San Francisco Bay Area aktiv.

### Auftritt bei der Oscarverleihung
Als Marlon Brando 1973 den Oscar für seine Hauptrolle in Der Pate erhalten sollte, lehnte er eine Teilnahme an der Preisverleihung ab und wollte stattdessen einen AIM-Aktivisten zur Veranstaltung entsenden. Brando kannte Littlefeather von einem früheren Treffen in Washington, D.C., wo sie bei der Federal Communications Commission eine Präsentation zu Rassen- und Minderheitenfragen gehalten hatte.
Brando bat Littlefeather, ihn bei den Oscars zu vertreten. Er schrieb eine längere Rede, mit der er auf die jahrhundertelange Unterdrückung der Bürgerrechte der amerikanischen Ureinwohner, die verfälschende Darstellung der Indianer in Hollywood-Filmen und die laufenden Protestaktionen von Wounded Knee aufmerksam machen wollte. Littlefeather, die zur Veranstaltung in der traditionellen Bekleidung der Apachen erschien, konnte nach der Ankündigung durch Roger Moore und Liv Ullmann aufgrund der Zeitbegrenzung von 60 Sekunden nur eine kurze, improvisierte Rede halten. Während sie für ihre Rede auch einigen Applaus erhielt, wurde sie von anderer Seite ausgebuht.
Littlefeather sagte später, dass der sich im Backstagebereich aufhaltende Westernfilm-Star John Wayne so über ihren Auftritt in Rage geraten sei, dass er versucht habe, sie körperlich anzugreifen. Sechs Sicherheitsleute hätten Wayne zurückhalten müssen. Diese Geschichte wird von der Filmhistorikerin Farran Nehme und Waynes Biografen Scott Eyman angezweifelt, unter anderem da Littlefeather sie im Laufe der Jahrzehnte mehrfach veränderte und nach anderen Angaben Wayne zwar erzürnt gewesen sei, aber keinen körperlichen Angriff versucht habe. Die Co-Hosts Clint Eastwood und Raquel Welch bezogen sich bei den Anmoderationen des Oscars für den besten Film und die beste Hauptdarstellerin im Anschluss mit kleinen Scherzen direkt auf den Vorfall. Der Oscar-Moderator Michael Caine kritisierte Brando dafür, dass er nicht selbst gekommen war und stattdessen Littlefeather „zum Ausbuhen“ vorgeschickt habe. Littlefeather hielt später die gesamte Rede hinter der Bühne vor anwesenden Journalisten.
Im Juni 2022 schrieb David Rubin, Präsident der Academy of Motion Picture Arts and Sciences, einen Entschuldigungsbrief an Littlefeather, der im August 2022 anlässlich ihrer Einladung zu einer Rede im Oscar-Museum in Los Angeles auch veröffentlicht wurde. Die Academy entschuldigte sich darin für die negativen Auswirkungen, insbesondere die Beschimpfungen, die sie durch das Verlesen von Brandos Mitteilung erfuhr. Littlefeather reagierte humorvoll, Indianer hätten viel Geduld. Am 17. September 2022 wurde die vollständige Entschuldigung bei An Evening with Sacheen Littlefeather vorgelesen.
Einen ihrer letzten öffentlichen Auftritte hatte sie bei der Verlesung der Entschuldigung der Academy am 17. September 2022. Rund zwei Wochen später starb sie im Alter von 75 Jahren an einer Brustkrebserkrankung.

## Zweifel an indianischer Abstammung
Verschiedentlich wurde Littlefeather vorgeworfen, die Rolle der indianischen Aktivistin nur als „Pretendian“ gespielt zu haben. So behauptete der Filmkritiker Roger Ebert bereits 2004 in einem Nachruf auf Marlon Brando, Littlefeather sei keine echte Indianerin. Die Aktivistin ließ Ebert eine entsprechende Gegendarstellung publizieren.
Nach Littlefeathers Tod gingen ihre Schwestern Rosalind Cruz und Trudy Orlandi an die Öffentlichkeit und sagten, dass Littlefeather ihre indianische Herkunft erlogen habe; die Familie ihres Vaters sei nicht indianischer Herkunft, sondern stamme vielmehr aus Mexiko und habe spanisch-mexikanische Vorfahren. „Mein Vater war, wer er war. Seine Familie kam aus Mexiko. Und mein Vater wurde in Oxnard, Kalifornien, geboren“, wird Trudy Orlandi zitiert. Ihre Schwester Rosalind Cruz sagte: „Es ist ein Betrug. Es ist ekelhaft gegenüber dem Erbe der indigenen Völker. Und es ist eine Beleidigung für meine Eltern.“
Nach Recherchen des San Francisco Chronicle lassen sich keine Beweise zur Abstammung Littlefeathers oder deren Verwandten von Indianern ausfindig machen. Zudem sei ihre Behauptung, sie sei in Armut aufgewachsen und als Kind misshandelt worden, ebenfalls zweifelhaft. In Wahrheit sei ihr Vater in diesen Umständen aufgewachsen. Auch die Erzählung vom brutalen, alkoholsüchtigen Vater sei falsch. Ihr Vater habe weder getrunken noch geraucht und sei auch nicht geisteskrank gewesen, wie Littlefeather behauptet hatte. Die Schwestern bezeichnen die von Littlefeather vorgetragene Lebensgeschichte als „Fantasie“.

## Filmografie
- 1973: Im Dutzend zur Hölle (Il consigliori)
- 1973: Massenmord in San Francisco (The Laughing Policeman)
- 1974: Die Superschnüffler (Freebie and the Bean)
- 1974: The Trial of Billy Jack
- 1975: Johnny Firecloud
- 1975: Winterhawk
- 2005: Biography – Marlon Brando: The Agony of Genius (Dokumentation)
- 2009: Hollywood-Indianer (Reel Injun, Dokumentation)